# Jurgita Petrauskienė
Jurgita Petrauskienė é uma política lituana. Ela serviu como Ministra da Educação e Ciência no governo do primeiro-ministro Saulius Skvernelis de 13 de dezembro de 2016 a 7 de dezembro de 2018. Algirdas Monkevičius foi apontado como seu sucessor.